# Tabu (musikalbum)
Tabu är den svenska popgruppen Timoteijs andra album och släpptes den 16 maj 2012. Första singlarna ut var "Het" (2011) och "Stormande hav" (2012). Gruppen deltog med "Stormande hav" i Melodifestivalen 2012 vid deltävling 2 i Göteborg där den tog sig vidare till andra chansen i Nyköping där den slogs ut mot Top Cats. Stormande hav skrevs av Kristian Lagerström, Johan Fjällström, Stina Engelbrecht och Jens Engelbrecht. Låtarna "Glöd" och "Faller" skrevs av bland annat Cecilia Kallin.

## Låtlista
1. "Ta mig till sommaren" – 3:58
2. "Tabu" – 3:46
3. "Högre" ("Lovers Lullaby"[8]) – 3:02
4. "Säg det om igen" – 4:01
5. "Stormande hav" – 3:06
6. "Adrenalin" – 3:40
7. "Faller" – 3:08
8. "Glöd" – 3:07
9. "Puls" – 3:18
10. "Het" – 3:15
11. "Bara för en natt" – 3:23